# Venticinque (album)
Venticinque è il primo album in studio del rapper italiano Ape, pubblicato nel 2004 dalla Vibrarecords.

## Descrizione
Si tratta della seconda pubblicazione da solista di Ape, in seguito all'uscita dell'EP A domani del 2002, e contiene varie partecipazioni, tra cui quelle di Tuno, Naghe e Sir Bod, da sempre vicini ad Ape, in quanto membri del collettivo Rinascenza.
I produttori che hanno lavorato all'album sono numerosi, tra questi da notare è l'apporto di Bassi Maestro, nome ben noto della scena milanese, come quelli di Mace e Rubo. L-Duke e Gasto sono produttori membri del collettivo Rinascenza. Il primo è produttore del gruppo Emarcinati.
L'album costituisce il primo capitolo della trilogia della gente comune, composta dagli album Venticinque, Generazione di sconvolti e Morgy Mo' e la gente per bene, in cui Ape tenta di descrivere la realtà della gente comune, da cronista esterno, con un tono altalenante tra l'autobiografico e l'introspettivo, concedendosi rare eccezioni, come (in questo album) nel caso della più svagata "Uassup", resoconto di una serata in discoteca. Questa stessa tracce venne inserita nel cd sampler allegato a Groove. L'ultima traccia, Titoli di coda, deve la sua lunghezza fuori dal comune (almeno per un pezzo rap) alla presenza di una ghost track di Sir Bod, dal titolo "Aria".

## Tracce
1. Trailer - 1.48 - (testo: Ape - musica: Mace)
2. Primi passi (ft. Tuno) - 3.49 - (testo: Ape, Tuno - musica: Mace)
3. L'anteprima (ft. Tuno) - 4.00 - (testo: Ape, Tuno - musica: Gasto)
4. Bel Paese - 4.02 - (testo: Ape - musica: Dok)
5. Alle spalle (ft. Naghe) - 4.26 - (testo: Ape, Naghe - musica: L-Duke)
6. Gli occhi di chi mi ha cresciuto (ft. Tuno)- 3.10 - (testo: Ape, Tuno - musica: Mace)
7. I miei programmi - 3.26 - (testo: Ape - musica: The Name)
8. Venticinque (ft. Tuno) - 3.40 - (testo: Ape, Tuno - musica: Irmu)
9. Ecrire (ft. Sir Bod) - 2.32 - (testo: Ape, Sir Bod - musica: The Name)
10. Databile 03 (ft. Sir Bod) - 3.48 - (testo: Ape, Sir Bod - musica: L-Duke)
11. Cose che succedono - 4.02 - (testo: Ape - musica: Bassi Maestro)
12. Uassup (ft. Tuno) - 4.20 - (testo: Ape, Tuno - musica: The Name)
13. Titoli di coda - 7.11 - (testo: Ape - musica: Rubo)